# NGC 6776
NGC 6776 est une (vaste ?) galaxie elliptique située dans la constellation du Paon. Sa vitesse par rapport au fond diffus cosmologique est de 5 431 ± 13 km/s, ce qui correspond à une distance de Hubble de 80,11 ± 5,61 Mpc (∼261 millions d'al). NGC 6776 a été découverte par l'astronome britannique John Herschel en 1835.
NGC 6776 est une galaxie LINER, c'est-à-dire une galaxie dont le noyau présente un spectre d'émission caractérisé par de larges raies d'atomes faiblement ionisés. C'est aussi une galaxie active de type Seyfert.  
À ce jour, six mesures non basées sur le décalage vers le rouge (redshift) donnent une distance égale à 38,550 ± 13,939 Mpc (∼126 millions d'al), ce qui est loin à l'extérieur des valeurs de la distance de Hubble. Notons que c'est avec la valeur moyenne des mesures indépendantes, lorsqu'elles existent, que la base de données NASA/IPAC calcule le diamètre d'une galaxie et qu'en conséquence le diamètre de NGC 6776 pourrait être d'environ 66,7 kpc (∼218 000 al) si on utilisait la distance de Hubble pour le calculer.